# Pjotr Svidler
Pjotr Svidler (Пётр Свидлер; * 17. června 1976) je ruský šachový velmistr. Dle Elo v červnu 2020, jenž mu činí 2723 patří mezi 25 nejlepších aktivních hráčů světa. Taktéž je osminásobným přeborníkem Ruska a reprezentoval Rusko na 10 šachových olympiádách. Velmistrem se stal v roce 1994, tedy ve svých osmnácti letech.
Často komentuje šachové zápasy a turnaje na stránce Chess24.
V březnu 2022, po zahájení ruské invaze na Ukrajinu, podepsal Svidler stejně jako dalších více než 40 předních ruských šachistů otevřený dopis ruskému prezidentovi Vladimiru Putinovi. Podepsaní šachisté ho v něm žádají o okamžité příměří a mírové řešení diplomatickou cestou. Situaci označili za „katastrofu“ a vyjádřili solidaritu s Ukrajinci.